# Дионисий (Пилипчук)
Архиепи́скоп Диони́сий (в миру Константин Петрович Пилипчук ; род. 10 июня 1979, Харьков, Украинская ССР, СССР) — архиерей Украинской православной церкви, епископ Переяслав-Хмельницкий, викарий Киевской епархии.

## Биография
Родился 10 июня 1979 г. в Харькове в семье священника. В 1986—1996 гг. учился в средней школе № 115 г. Харькова.
В 1996 г. поступил в Киевскую духовную семинарию, по окончании которой в 1999 г. поступил в Киевскую духовную академию, которую окончил в 2003 г. со степенью кандидата богословия.
С 2003 г. — преподаватель Киевских духовных школ. В 2004—2011 гг. — помощник проректора Киевских духовных школ по воспитательной работе.
21 сентября 2006 г. рукоположен в сан диакона, 27 сентября — в сан иерея, назначен в клир прихода св. вмц. Варвары при Киевском онкоцентре.
В 2007—2015 гг. — благочинный академического храма Киевских духовных школ — церкви в честь Рождества Пресвятой Богородицы близ Дальних пещер Киево-Печерской лавры.
С 2012 г. — секретарь Киевской епархии.
28 января 2015 г. назначен штатным клириком храма Покрова Пресвятой Богородицы г. Киева, 21 октября — настоятелем того же храма.
9 ноября 2015 г. решением Ученого совета КДАиС присвоено ученое звание доцента.
22 марта 2018 г. Блаженнейшим митрополитом Киевским и всея Украины Онуфрием в Дальних пещерах Киево-Печерской лавры пострижен в монашество с наречением имени Дионисий в честь преподобного Дионисия, затворника Печерского.
2 апреля 2018 г. возведен в сан архимандрита.

## Архиерейство
17 декабря 2018 года решением Синода Украинской Православной Церкви (журнал № 74) избран епископом Переяслав-Хмельницким, викарием Киевской епархии.
18 декабря того же года в Академическом храме в честь Рождества Пресвятой Богородицы Киевской духовной академии и семинарии наречён во епископа Переяслав-Хмельницкого, викария Киевской епархии.
19 декабря 2018 года за Литургией в Николаевском домовом храме резиденции Предстоятеля Украинской Православной Церкви в Киево-Печерской лавре хиротонисан во епископа. Хиротонию совершили: митрополит Киевский и всея Украины Онуфрий (Березовский), митрополит Бориспольский и Броварской Антоний (Паканич), архиепископ Ровеньковский и Свердловский Пантелеимон (Поворознюк), архиепископ Северодонецкий и Старобельский Никодим (Барановский), архиепископ Боярский Феодосий (Снигирёв), архиепископ Нежинский и Прилукский Климент (Вечеря), епископ Вознесенский и Первомайский Алексий (Шпаков), епископ Васильковский Николай (Почтовый), епископ Гостомельский Тихон (Софийчук), епископ Барышевский Виктор (Коцаба) и епископ Белогородский Сильвестр (Стойчев).
17 августа 2023 года в храме преподобного Агапита Печерского Киево-Печерской лавры предстоятелем УПЦ митрополитом Киевским и всея Украины Онуфрием (Березовским) возведён в сан архиепископа